# Paul Boucherot
Paul Boucherot, né le 3 octobre 1869 à Paris, mort le 20 février 1943 à Ardentes (Indre), est un inventeur français (titulaire de 53 brevets), ingénieur à la Compagnie des chemins de fer du Nord.

## Biographie
Diplômé en 1888 (4e promotion) de l'École supérieure de physique et de chimie industrielles de la ville de Paris (ESPCI Paris), il a inventé la distribution électrique à courant constant, a fait des études sur le couplage des alternateurs, sur la self-induction et sur l’exploitation de l’énergie thermique des mers avec Georges Claude. En  1894, il s’intéressa aux premières applications des courants polyphasés, pour l’alimentation des moteurs asynchrones et redécouvre le moteur asynchrone à double cage que Dolivo-Dobrowolski avait inventé en 1893.
Durant la Première Guerre mondiale, participant à l’effort de guerre, il inventa un vibreur émettant dans le sol des lignes de champ électrique, qui permettait de transmettre des messages en signaux morse sur des distances de plusieurs kilomètres. 14 000 appareils de « télégraphie par le sol » ont été construits pour les armées alliées.
Paul Boucherot a également enseigné l'électrotechnique à Supélec et à l'École supérieure de physique et de chimie industrielles de la ville de Paris.
Boucherot est bien connu des électrotechniciens, car il a donné son nom :
- à une méthode de calcul des circuits en alternatif utilisant un bilan des puissances actives et réactives (le fameux théorème de Boucherot)[7] ;
- à une formule reliant la tension et le flux dans les machines à flux forcé ;
- aux inductances de fuites totales des circuits couplés ;
- au moteur asynchrone à double cage.

Paul Boucherot est inhumé au cimetière du Père-Lachaise : sa sépulture (96e division, en bordure de l'avenue transversale n° 2) est remarquable et représente le mythe de Prométhée.

## Distinctions et hommages
- 1900 : Grand Prix de l'Exposition Universelle de Paris.
- 1901 : prix Gaston-Planté de l'Académie des sciences[9].
- 1912 : Chevalier de la Légion d'honneur.
- 1931 : Officier de la Légion d'honneur, "en qualité de professeur à l'École supérieure d'électricité et à l'école de physique et chimie industrielles".
- 1933 : Commandeur de la Légion d’honneur, "en qualité de professeur à l'École de physique et de chimie, ancien Président du syndicat des électriciens".
- 1933 : médaille Mascart de la Société des électriciens.

Une rue d'Ifs (Calvados) lui rend hommage.